# Porozów
Porozów (biał. Поразава) – osiedle typu miejskiego na Białorusi, w obwodzie grodzieńskim, w rejonie świsłockim. Położone nad rzeką Rosią, 22 km od Świsłoczy i 122 km od Grodna; 1,1 tys. mieszkańców (2010).
Siedziba parafii prawosławnej (pw. Świętej Trójcy) i rzymskokatolickiej (pw. św. Michała Archanioła).
Miasto królewskie położone było w końcu XVIII wieku w powiecie wołkowyskim województwa nowogródzkiego.

## Historia
Pierwsza wzmianka źródłowa o miejscowości pochodzi z 1460 roku, w którym określono Porozów jako wieś należącą do króla. W tym samym roku erygowano parafię wraz z kościołem, który wzniósł starosta sądowy (namiestnik) lidzki i brzeski Jan Rymwid Jagintowicz. W XV wieku w województwie trockim, od 1507 roku w województwie nowogrodzkim. Przed 1506 rokiem z nadania Aleksandra Jagiellończyka Porozów otrzymał prawa miejskie, a w 1511 roku został nazwany miastem królewskim, jednak formalnie król Polski Zygmunt I Stary przeniósł Porozów na prawa magdeburskie w dniu 27 marca 1523 roku na prośbę wójta Jana Podolanina, burmistrza i rajców, jednocześnie miasto otrzymało przywileje na 3 jarmarki. W 1616 roku miasto nadano herb z Matką Boską z Dzieciątkiem stojącą na półksiężycu. Prawa miejskie kolejno potwierdzali królowie: Władysław IV Waza, Jan Kazimierz, Michał Korybut Wiśniowiecki, Jan III Sobieski i August II Mocny. W 1751 roku założono przy kościele Bractwo Różańcowe. W 1767 roku miasteczko spłonęło wraz z drewnianym kościołem. Po III rozbiorze w 1795 roku, Porozów został włączony do Imperium Rosyjskiego i jego guberni grodzieńskiej.
Od 1921 roku leżał w granicach II Rzeczypospolitej, w województwie białostockim, w powiecie wołkowyskim, siedziba wiejskiej gminy Porozów. W 1921 miejscowość liczyła 1793 mieszkańców, zamieszkałych w 319 budynkach, w tym 1519 Polaków, 267 Żydów, 6 Białorusinów i 1 Rusina. 1186 mieszkańców było wyznania rzymskokatolickiego, 567 mojżeszowego i 40 prawosławnego.
Od września 1939, na mocy paktu Ribbentrop-Mołotow, pod okupacją ZSRR. Między czerwcem 1941 a lipcem 1944 roku pozostawał pod okupacją niemiecką, po czym zajęty przez Armię Czerwoną, został włączony do Białoruskiej SRR. Do II wojny światowej istniała duża społeczność żydowska, która została w większości wymordowana w czasie okupacji niemieckiej. W 1945 roku w obręb Porozowa włączono dawny majątek Bogudzięki, z neobarokowym drewnianym dworem Buttowtów Andrzeykowiczów, w którym obecnie mieści się szpital.

## Kościoły w Porozowie
Pierwszy drewniany kościół pw. Narodzenia Najświętszej Marii Panny oraz śś. Piotra i Pawła Apostołów i śś. Wojciecha i Jerzego męczenników ufundowany został w 1460 roku przez starostę Jana Rymwida. Około 1633 roku na koszt Elżbiety Massalskiej dobudowano do niego kaplicę Matki Bożej. Kościół ten przetrwał do 1668 roku, gdy zastąpiony został nowym wzniesionym na koszt kustosza wileńskiego ks. Benedykta Żuchorskiego. Następny drewniany kościół pw. Wniebowzięcia Marii Panny wystawił w 1715 roku dziedzic różański Jan Jankowski i pleban porozowski Kazimierz Krupowicz. Miał on długość 30 metrów i dwie wieże na fasadzie. Kościół ten spłonął w 1767 roku. Odbudowany w 1769 roku przez generała Antoniego Kazimierza hr. Tyszkiewicza spłonął powtórnie 12 maja 1797 roku. Murowany kościół pw. św. Michała Archanioła, zbudowany dopiero w 1828 roku przetrwał do dzisiaj.

## Zabytki
- Kościół pw. św. Michała Archanioła z 1824 roku w stylu klasycystycznym - świątynię zaprojektował architekt Marcin Ciunkiewicz, a zbudowano ją na koszt proboszcza ks. Michała Grabowieckiego i miejscowych ziemian Ksawerego i Tomasza Zawiszów. Prace budowlane prowadzono w latach 1820-1824, jednak jeszcze w 1828 roku tynkowano wnętrze i wykonywano przeznaczone do niego wyposażenie. W dniu 29 września 1828 roku dziekan wołkowyski ks. Ignacy Tarwid poświęcił kościół. W 1832 roku po kasacie okolicznych klasztorów w kościele znalazły się z kościoła Kanoników Laterańskich w Krzemienicy puszka i pacyfikał, a z Łopienicy przekazano do niego większą część kościoła Franciszkanów, w tym sześć obrazów, chrzcielnicę, organy, 5 konfesjonałów, 10 ławek, krzesło celebransa, 2 kielichy, relikwiarz, krzyż, trybularz, 2 dzwony i 28 ornatów. W 1897 roku kuria sfinansowała zakup nowych organów, dla których prospekt wykonał Edward Krukowski[6].
- Brama-dzwonnica z 1836 roku projektu Marcina Ciunkiewicza wraz z ogrodzeniem sfinansowano z legatu Ksawerego Zawiszy.
- Plebania z 1907 roku
- Cerkiew prawosławna pw. Trójcy Świętej (1872), parafialna
- Synagoga (zniszczona, XIX w.)
- Dwór w majątku Bogudzięki z XIX/XX w. zbudowany przez Tadeusza Buttowt-Andrzeykowicza (zm. 1920) ożeniony z Józefą Helmantówną. 1845 roku jego właścicielem był Józef Kalenkiewicz. W 1937 roku dwór i 120 ha ziemi kupiły władze gminy za 120 tys. złotych. Po wojnie do 2002 roku w dworze mieścił się szpital. W 2011 roku dwór wydzierżawiła pani Janina Kaziuk. Dwór leży w północnej części Porozowa. Prowadzi do niego wspaniała lipowa aleja.
- Cmentarz katolicki wraz z kaplicą (1894)
- Cmentarz żydowski (pozostałości)

## Urodzeni w Porozowie
- Wiktor Dmuchowski – dyrygent, były wiceprzewodniczący Związku Polaków na Białorusi,
- Ester Rachel Kamińska – aktorka teatralna, założycielka Teatru Żydowskiego w Warszawie,
- Wiktor Szałkiewicz – aktor, showman, poeta i bard związany z Grodzieńszczyzną